# Touil, Hodh El Gharbi
Touil este o comună din departamentul Tintane, Regiunea Hodh El Gharbi, Mauritania, cu o populație de 7.851 locuitori.